# Albán
Albán – miasto w Kolumbii, w departamencie Cundinamarca.